# Frances Benjamin Johnston

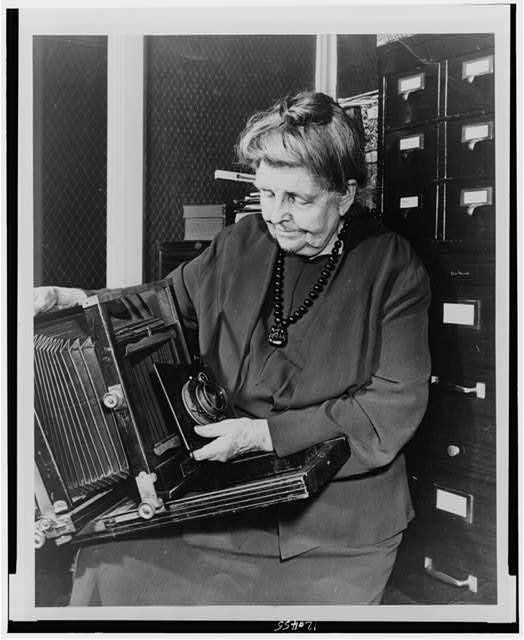
Frances Benjamin Johnston, zwischen 1940 und 1952

Frances „Fannie“ Benjamin Johnston (* 15. Januar 1864 in Grafton, West Virginia, USA; † 16. Mai 1952 in New Orleans) war eine der ersten US-amerikanischen Fotografinnen und Fotojournalistinnen.

## Leben

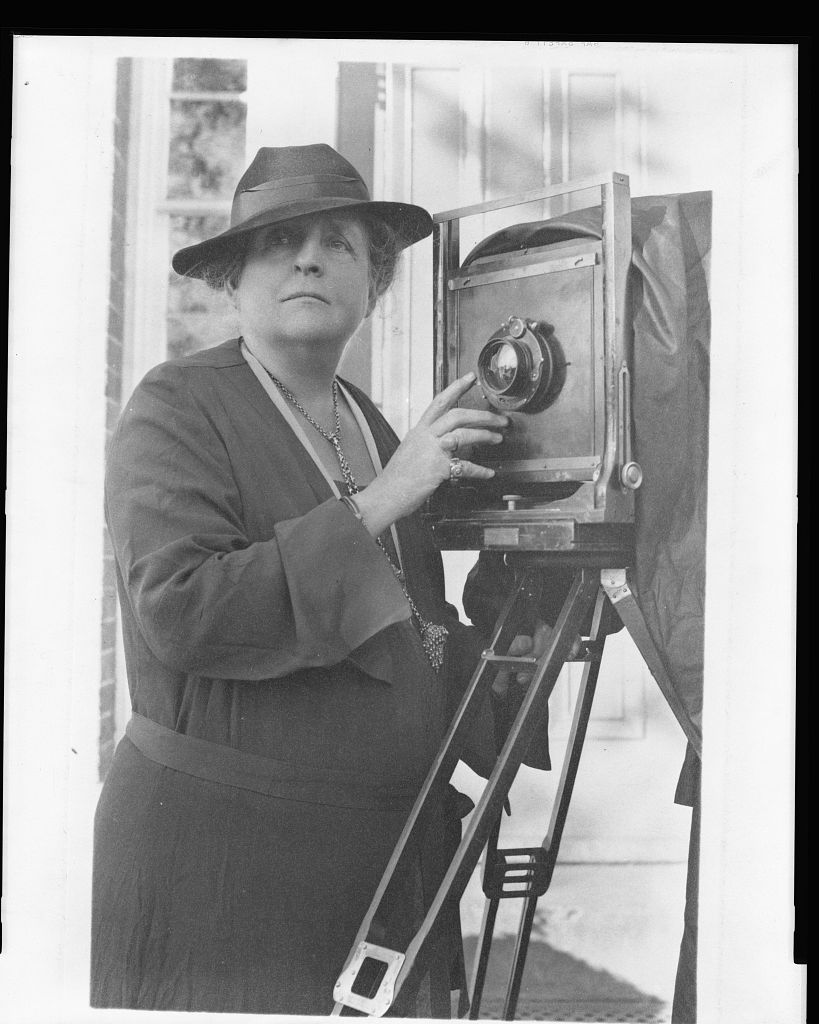
Frances Benjamin Johnston, 1936

Johnston wurde als einziges überlebendes Kind reicher und gut vernetzter Eltern in Grafton, West Virginia geboren und wuchs in Washington, D.C. auf. Ihr Vater arbeitete im Finanzministerium, und ihre Mutter war eine Journalistin, die aus dem Kongress berichtete und mit Susan B. Anthony, einer führenden Persönlichkeit der Suffragetten-Bewegung, befreundet war. Sie studierte an der Académie Julian in Paris und der Washington Students League. Vor dem Studium an der Kunstschule in Washington hatte sie eine Privatschule besucht und Kunst in Paris studiert. Sie war eine unabhängige Frau mit einem starken Willen und schrieb bereits früh Artikel für Zeitschriften und Magazine, bevor sie ihr kreatives Potenzial über die Fotografie entdeckte. Vom Hausfotografen des Smithsonian, Thomas Smillie, lernte sie den Umgang mit Kamera und Dunkelkammer. George Eastman, ein Freund der Familie und Erfinder der Kodak Rollfilmkamera, schenkte ihr eines der ersten Exemplare seiner gerade erfundenen Kamera. Sie nahm Fotografie-Unterricht und lernte Dunkelkammer-Techniken bei Thomas Smillie, der zu dieser Zeit director of photography am Smithsonian war.
Ihre ersten Fotografien machte sie von Mitstudenten, Freunden und der Familie. Neben klassischen Porträts entstanden auch erotische Aufnahmen und Bilder, die mit Geschlechterrollen spielten, in denen sie sich selbst mit angeklebtem Schnurrbart porträtierte.

## Künstlerisches Wirken

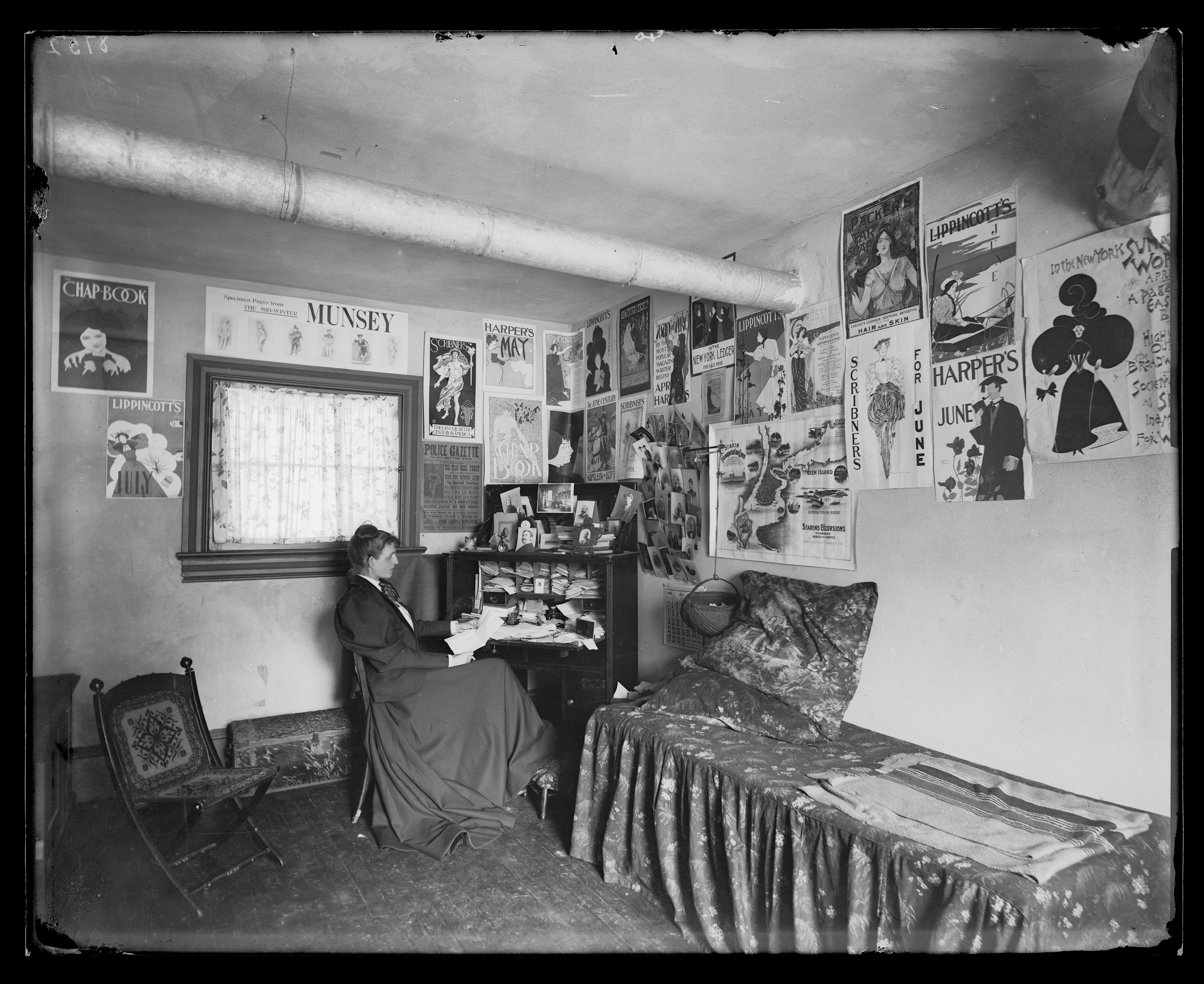
Frances Benjamin Johnston, 1895

Zunächst fotografierte Johnston Porträts von Freunden, Familienmitgliedern und lokalen Persönlichkeiten und arbeitete später als freie Fotografin. Ihre Fototouren führten sie in den 1890er Jahren bis nach Europa, wo sie ihre guten Beziehungen zu Smillie nutzte, um prominente Fotografen zu treffen und neue Ausstellungsgegenstände für das Smithsonian zu akquirieren. Sie gewann weitere praktische Erfahrung durch ihre Arbeit für Eastman Kodak in Washington D.C., wo sie Negative zur Belichtung weiterleitete und Kunden beriet, wenn deren Kameras eine Reparatur benötigten. Sie eröffnete 1895 ihr eigenes Fotostudio in Washington D.C. und fertigte dort Porträts von vielen zeitgenössischen bekannten Personen an, darunter Susan B. Anthony, Mark Twain und Booker T. Washington. Bereits mit Anfang zwanzig begann sie für das Weiße Haus zu fotografieren und behielt diese Position über fünf Präsidentschaften hinweg. Johnston war durch ihre Arbeit in der gesellschaftlichen Elite gut vernetzt, wurde von Zeitschriften beauftragt, Celebrity-Porträts zu erstellen und auch vielfach als Gerichtsfotografin eingesetzt. Sie fotografierte Admiral George Dewey an Deck der Olympia, die Kinder von Theodore Roosevelt, die mit ihrem Pony am Weißen Haus spielen, und die Gärten der berühmten Villa von Edith Wharton in der Nähe von Paris.
Ihre Mutter Frances Antoinette Johnston war Kongress-Journalistin für die Baltimore Sun gewesen, so dass sie auf die Verbindungen mit der politischen Szene in Washington aufbauen konnte. Auf diese Weise wurde sie für die Amtszeiten von Benjamin Harrison, Grover Cleveland, William McKinley, Theodore Roosevelt und William Howard Taft zur offiziellen Fotografin des Weißen Hauses. Mehrere Jahre arbeitete sie auch als Fotojournalistin für die Nachrichtenagentur Bain News Service. Da die Fotografen der Agentur nicht namentlich genannt wurden, lässt sich heute nicht mehr eindeutig bestimmen, welche Aufnahmen von ihr stammen.

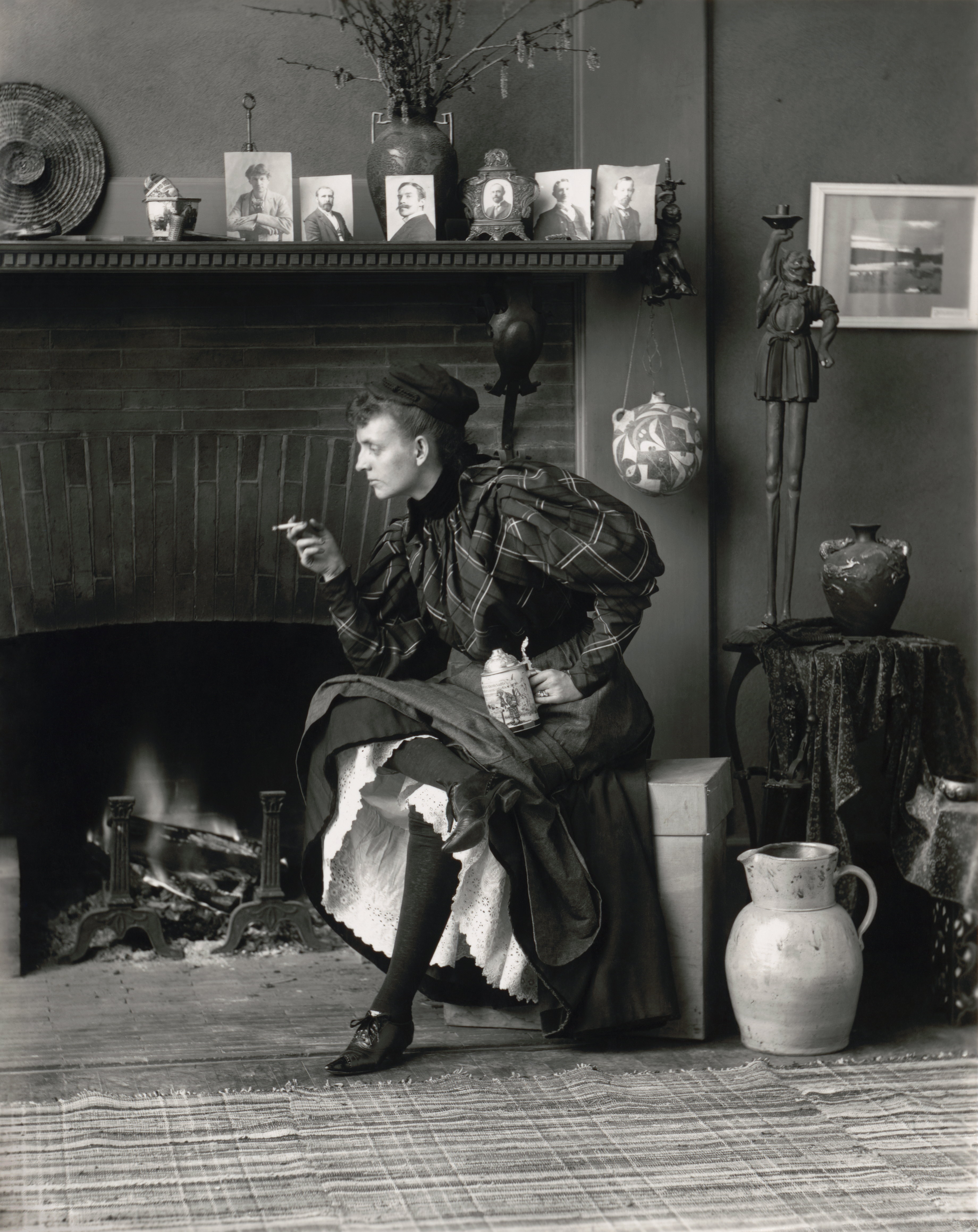
Selbstporträt als „Neue Frau“

Sie fotografierte ebenfalls die bekannte US-amerikanische Erbin und Prominente Natalie Barney in Paris. Es gibt zahlreiche Selbstporträts von ihr, in denen sie mit Geschlechterrollen spielt, etwa indem sie sich mit angeklebtem Schnurrbart darstellt. In ihrem 'Selbstbildnis als neue Frau' von 1896 posiert sie rauchend, mit Bierkrug und gelüpftem Unterrock – eine fotografische Kampfansage an die damaligen Moralvorstellungen davon, was einer Dame erlaubt ist und was nicht. Ihr mutmaßlich bekanntestes Werk ist jedoch ihr Selbstporträt der Neuen Frau mit sichtbarem Petticoat und einem Bierkrug in der Hand. Johnston war eine fortwährende Verteidigerin der Rolle der Frau in der aufkeimenden Fotokunst. Das Ladies Home Journal veröffentlichte 1897 ihren Artikel What a Woman Can Do With a Camera. Darin gab sie Berufsanfängerinnen praktische Tipps, etwa dass Fotografinnen nicht sofort mit dem teuersten Kameramodell einsteigen sollten, aber von Beginn an auf eine gute Optik setzen sollten. Sie empfahl, Fotostudios ansprechend einzurichten, damit Kunden sich dort wohlfühlen können, und betonte, dass ein guter Umgangston entscheidend für den Erfolg sei. Sie war gemeinsam mit Zaida Ben-Yusuf Kuratorin einer Ausstellung von Fotografien, die von 28 Fotografinnen erstellt wurden, während der Weltausstellung 1900 in Paris. Die Ausstellung wurde im Anschluss ebenfalls in Sankt Petersburg, Moskau und Washington D.C. gezeigt. Johnston reiste für ihren Beruf sehr weit und fertigte ein breites Spektrum von dokumentarischen und künstlerischen Fotos von Bergleuten, Stahlarbeitern, Frauen in den Mühlen in Neuengland und Seeleuten während ihrer Tätowierung an. Hinzu kommen die gesellschaftlichen Auftragsarbeiten.
1899 erlangte sie weitere Bekanntheit durch einen Auftrag von Hollis Burke Frissell, die Gebäude und Studenten des Hampton Normal and Agricultural Institute in Hampton, Virginia zu fotografieren, um den Erfolg des Instituts zu demonstrieren. Diese Fotoserie, die das normale Schulleben dokumentiert, zählt zu ihren bekanntesten Werken. Wochenlang dokumentierte sie das Leben am Hampton Institut, wo Studierende zu Lehrern ausgebildet wurden. Ihre Fotos waren Teil einer von dem Soziologen W. E. B. Du Bois organisierten Ausstellung auf der Pariser Weltausstellung, die den emanzipatorischen Fortschritt der schwarzen Bevölkerung in den USA zeigen sollte. Es wurde ebenfalls im Rahmen der Weltausstellung 1900 in Paris – im Exposé nègre – ausgestellt. Die Arbeit an diesem Thema war gefährlich; bei der Dokumentation des Tuskegee Instituts in Alabama entkamen Johnston und ihr Team eines Nachts nur knapp einer weißen Bürgerwehr. Der Botaniker George Washington Carver nannte sie daraufhin „die tapferste Frau, die ich je gesehen habe“.
Sie fotografierte Ereignisse wie Weltausstellungen und Unterzeichnungen von Friedensverträgen und fertigte das letzte Porträt von US-Präsident William McKinley während der Pan-American Exposition 1901 kurz vor dessen Ermordung an. Mit ihrer Lebensgefährtin Mattie Edwards Hewitt, die selbst eine erfolgreiche freiberufliche Fotografin war, eröffnete Johnston 1913 ein Studio in New York. Sie zog in den 1910er-Jahren, kurz vor ihrem fünfzigsten Geburtstag, nach New York, wo das Leben liberaler war als in anderen Teilen des Landes. Obgleich gleichgeschlechtliche Partnerschaften auch dort nicht legal waren, wurden sie zumindest geduldet. In dieser Zeit wandte sie sich der Garten- und Architekturfotografie zu. Sie produzierten gemeinsam in den 1920er-Jahren mehrere Fotoserien über die zeitgenössische New Yorker Architektur.
Zu dieser Zeit wuchs bei Johnston zusehends das Interesse an der Architekturfotografie, vor allem weil sie es mochte, Gebäude und Gärten zu dokumentieren, die kurz vor dem Verfall standen, baufällig waren oder abgerissen zu werden drohten. Vielleicht waren es private Zerwürfnisse oder das zunehmend rigide gesellschaftliche Klima, das sie Ende der 1920er-Jahre dazu veranlasste, New York zu verlassen und den Großteil ihres weiteren Lebens auf Reisen zu verbringen. Finanziert durch Stipendien, reiste sie jahrelang mit ihrem Chauffeur und Assistenten Huntley Ruff durch die Südstaaten und dokumentierte verfallende Gebäude und Gärten der Kolonialzeit. Für diese systematische Dokumentation ernannte sie der Berufsverband der amerikanischen Architekten zum Ehrenmitglied. Sie stellte 1928 eine Serie von 247 Fotografien von Fredericksburg, Virginia, aus, die von den verfallenden Villen der Reichen bis zu den Hütten der Armen reichten. Die Ausstellung trug den Titel Pictorial Survey--Old Fredericksburg, Virginia--Old Falmouth and Nearby Places, bildete eine Serie von fotografischen Studien der regionalen Architektur von der Kolonialzeit bis ca. 1830 und wurde beschrieben als „ein historischer Schatz und eine gekonnte Widerspiegelung der Atmosphäre einer Stadt im alten Virginia“.

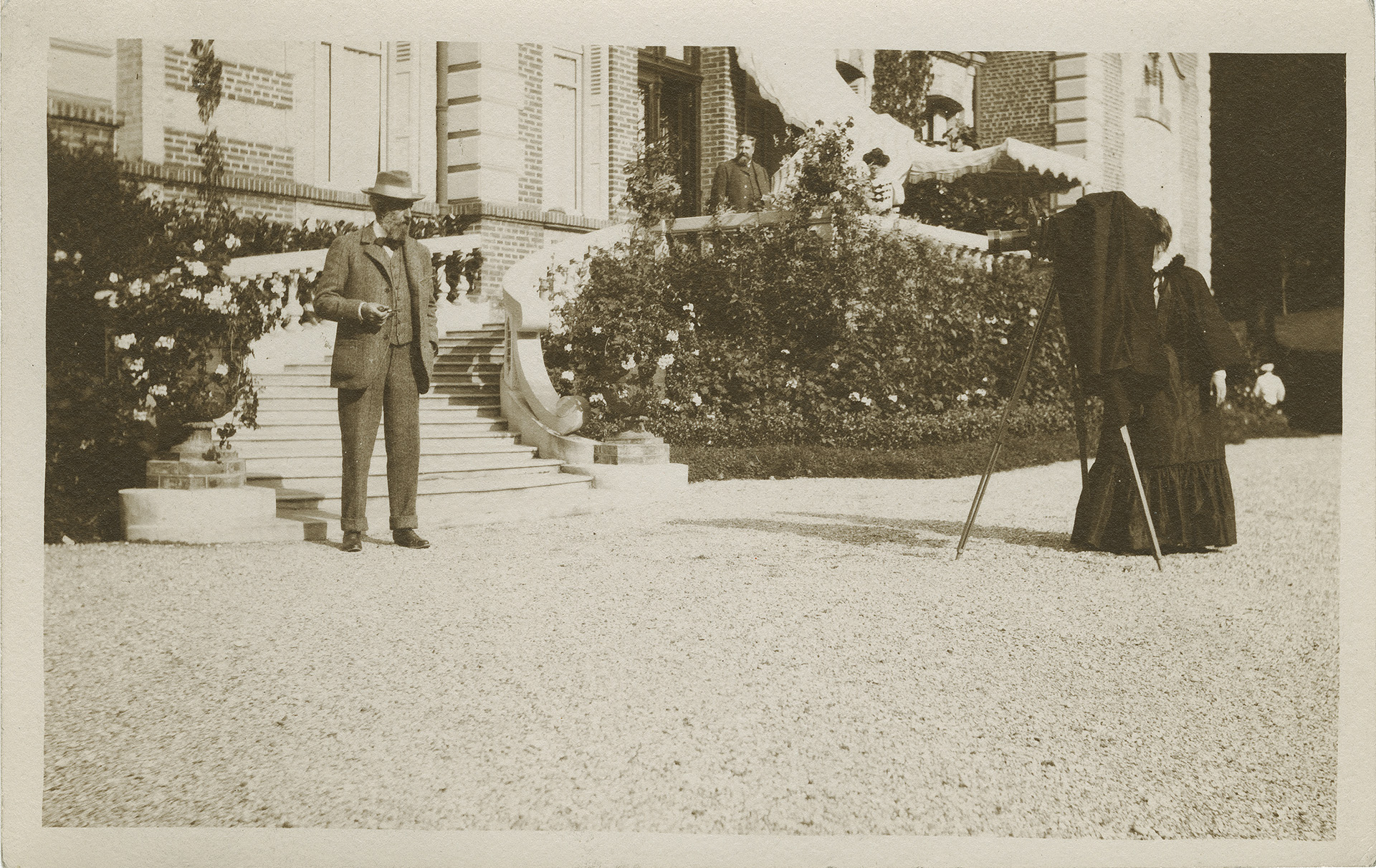
Frances Benjamin Johnston porträtiert ihre Berufskollegin Gertrude Käsebier in der Villa San Carlo in Villers-sur-Mer beim Fotografieren, 1905

Ihre mit dieser Ausstellung noch weiter gewachsene Bekanntheit brachte die University of Virginia dazu, Johnston die Gebäude der Universität und den Staat North Carolina fotografieren zu lassen, um die regionale Architekturgeschichte zu dokumentieren. Louisiana bezahlte sie dafür, die örtlichen riesigen Bestände sich schnell verschlechternder Plantagen zu dokumentieren. Die New Yorker Carnegie Corporation beauftragte Johnston 1933 mit der Dokumentation der frühen Architektur in Virginia, was später zu einer ganzen Serie von Aufträgen und Fotografien in acht weiteren südlichen Bundesstaaten der USA führte. Alle in diesem Zuge angefertigten Fotografien wurden von Johnston der Library of Congress zur freien und öffentlichen Verwendung zur Verfügung gestellt. Für ihre Arbeiten zum Erhalt alter und vom Abriss bedrohter Gebäude wurde sie zum Ehrenmitglied des American Institute of Architects ernannt. Trotz der ästhetischen Qualität ihrer Bilder sah Johnston sich selbst nicht als Künstlerin, sondern legte Wert darauf, dass es sich bei ihren Fotografien um „ehrliches Handwerk“ handelte. Damit unterschied sie sich von Fotopionieren wie Alfred Stieglitz, der zwei ihrer Arbeiten in seiner Zeitschrift Camera Works veröffentlichte, mit dem sie aber thematisch wenig verband. Ihre Sammlungen und Fotoserien wurden von Institutionen wie dem Metropolitan Museum of Art, dem Virginia Museum of Fine Arts und dem Baltimore Museum of Art gekauft und ausgestellt.
Obwohl Johnston ihre Reisen während des Zweiten Weltkriegs aufgrund der Rationierung von Kraftstoffen einschränken musste, fotografierte sie bis zu ihrem Tod im Alter von 88 Jahren weiter. Ihren Lebensabend verbrachte Johnston in New Orleans, wo sie sich 1945 im Alter von 80 Jahren offiziell zur Ruhe setzte und schließlich 1952 mit 88 Jahren verstarb – acht Jahre, bevor Illinois als erster Bundesstaat Homosexualität nicht mehr unter Strafe stellte, und elf Jahre, bevor Martin Luther King beim Marsch auf Washington das Ende der Rassendiskriminierung einforderte.
Ihre Abzüge, Negative und Korrespondenzen aus ihrer über sechs Jahrzehnte währenden Karriere vermachte sie der Library of Congress. Mehr als 20.000 eigene oder von ihr gesammelte Bilder sind digitalisiert und online verfügbar. Eine umfassende Einzelausstellung ihrer Arbeiten gab es jedoch bislang nicht.